# Station Dundee
Dundee is een spoorwegstation van National Rail in Dundee City in Schotland. Het station is eigendom van Network Rail en wordt beheerd door ScotRail. 